# Szász-Fejér Gyöngyi
Szász-Fejér Gyöngyi (Kolozsvár, 1943. május 3.) erdélyi magyar műfordító. Fejér Miklós lánya, Szász-Fejér János özvegye.

## Életútja, munkássága
Szülővárosában, a 11. sz. Líceumban végezte középiskolai tanulmányait, majd a BBTE-n szerzett francia–magyar szakos tanári oklevelet (1965). 1965-től Sepsiszentgyörgyön előbb általános iskolai tanár, 1968–99 között a Székely Mikó Kollégiumban tanított, közben a franciatanárok módszertani körének szakmai irányítója is volt. S több megyei tanács és polgármesteri hivatal felkérésére humanitárius és karitatív tevékenységet fejtett ki a romániai Vöröskereszt szervezettel együttműködve. Tolmácsként is működött.
Fordításában jelent meg Lamarck: A természet fejlődése (Szász-Fejér János bevezető tanulmányával. Bukarest, 1986. Téka sorozat).